# LP (zangeres)

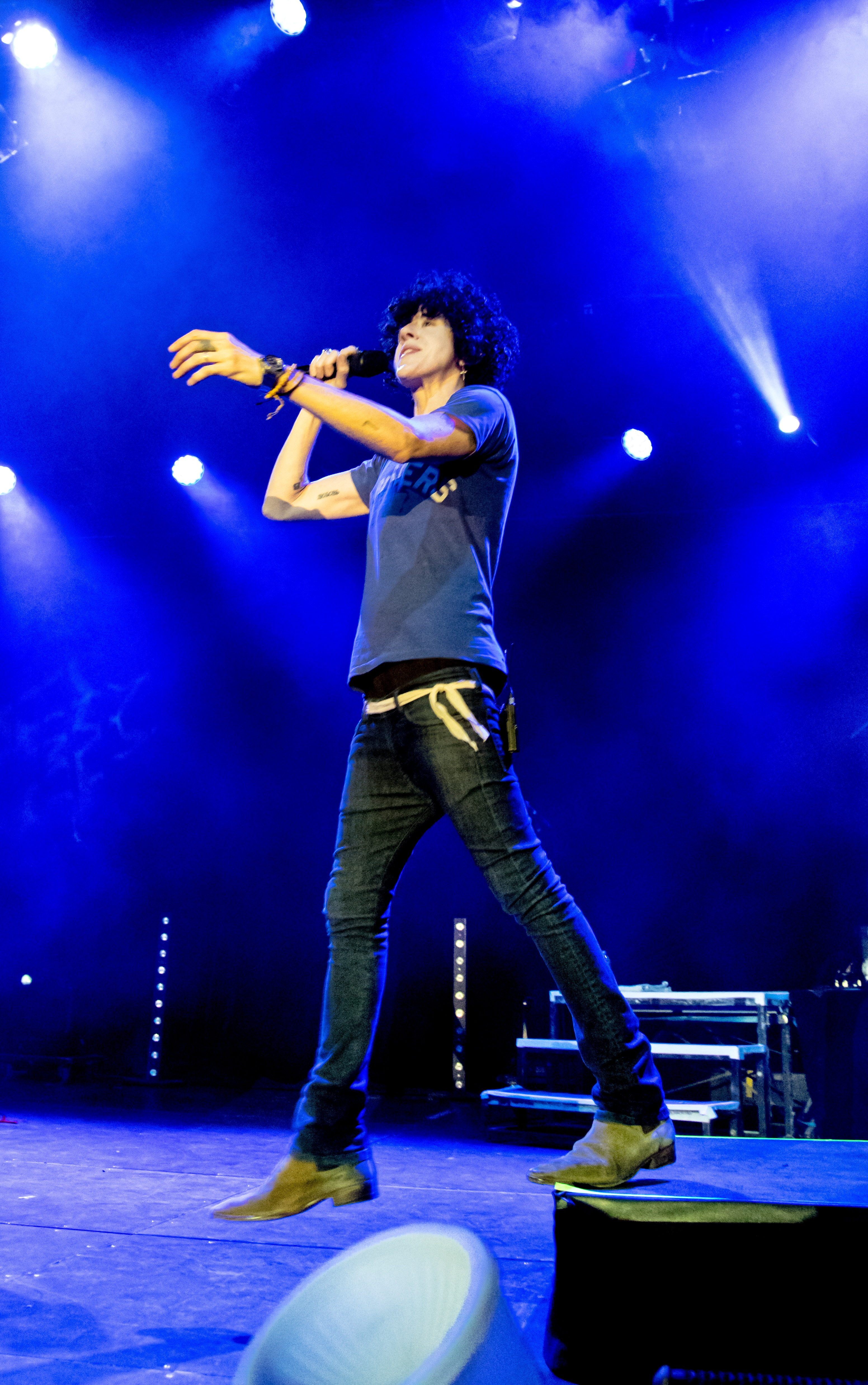
LP Zelt-Musik-Festival 2018 Freiburg, Duitsland

Laura Pergolizzi (Long Island (New York), 18 maart 1981), is een Amerikaanse zangeres en songwriter die optreedt onder de artiestennaam LP. Ze heeft vier albums en twee ep's uitgebracht. Ze schreef liedjes voor andere artiesten, onder wie Cher, Rihanna, Backstreet Boys en Christina Aguilera.

## Biografie

### Het vroege leven en carrière
Pergolizzi is van Italiaanse en Ierse afkomst, haar grootouders komen uit Napels en Palermo. Haar moeder overleed toen ze een tiener was. Haar moeder was een operazangeres. LP verhuisde van Huntington in de staat New York naar de stad New York en nam in die tijd de artiestennaam LP aan. David Lowery van de Amerikaanse rockband Cracker zag LP optreden en liet haar meedoen met het nummer Cinderella, een verborgen nummer, terug te vinden op het album Gentleman's Blues van Cracker uit 1998. Lowery produceerde vervolgens LP's debuutalbum, Heart-Shaped Scar, uitgebracht in 2001 via Koch Records.

## Discografie

### Albums
| Album met eventuele hitnotering(en) in de Nederlandse Album Top 100 | Datum van verschijnen | Datum van binnenkomst | Hoogste positie | Aantal weken | Opmerkingen    |
| ------------------------------------------------------------------- | --------------------- | --------------------- | --------------- | ------------ | -------------- |
| Heart-Shaped Scar                                                   | 2001                  | -                     |                 |              |                |
| Suburban Sprawl & Alcohol                                           | 2004                  | -                     |                 |              |                |
| Into the Wild: Live at EastWest Studios                             | 24-04-2012            | -                     |                 |              | ep / livealbum |
| Spotify Sessions                                                    | 02-10-2012            | -                     |                 |              | ep / livealbum |
| Forever for Now                                                     | 30-05-2014            | -                     |                 |              |                |
| Death Valley                                                        | 17-06-2016            | -                     |                 |              | ep             |
| Lost on You                                                         | 09-12-2016            | 17-12-2016            | 58              | 1            |                |
| Heart to Mouth                                                      | 07-12-2018            | -                     |                 |              |                |
| Live in Moscow                                                      | 29-05-2020            | -                     |                 |              | livealbum      |

| Album met hitnotering(en) in de Vlaamse Ultratop 200 albums | Datum van verschijnen | Datum van binnenkomst | Hoogste positie | Aantal weken | Opmerkingen |
| ----------------------------------------------------------- | --------------------- | --------------------- | --------------- | ------------ | ----------- |
| Lost on You                                                 | 09-12-2016            | 17-12-2016            | 43              | 27           |             |
| Heart to Mouth                                              | 07-12-2018            | 15-12-2018            | 147             | 1            |             |

### Singles
| Single met eventuele hitnotering(en) in de Nederlandse Top 40 | Datum van verschijnen | Datum van binnenkomst | Hoogste positie | Aantal weken | Opmerkingen                 |
| ------------------------------------------------------------- | --------------------- | --------------------- | --------------- | ------------ | --------------------------- |
| Good to You                                                   | 2007                  | -                     |                 |              |                             |
| Into the Wild                                                 | 2012                  | -                     |                 |              |                             |
| Night Like This                                               | 2014                  | -                     |                 |              |                             |
| Someday                                                       | 2014                  | -                     |                 |              |                             |
| Muddy Waters                                                  | 2015                  | -                     |                 |              |                             |
| Lost on You                                                   | 25-03-2016            | 22-10-2016            | 26              | 6            | Nr. 72 in de Single Top 100 |
| Other People                                                  | 11-11-2016            | -                     |                 |              |                             |
| Strange                                                       | 2017                  | -                     |                 |              |                             |

| Single met hitnotering(en) in de Vlaamse Ultratop 50 | Datum van verschijnen | Datum van binnenkomst | Hoogste positie | Aantal weken | Opmerkingen |
| ---------------------------------------------------- | --------------------- | --------------------- | --------------- | ------------ | ----------- |
| Lost on You                                          | 25-03-2016            | 24-09-2016            | 18              | 20           |             |

### NPO Radio 2 Top 2000
| Nummer met noteringen in de NPO Radio 2 Top 2000 | '17  | '18  | '19  | '20  | '21  | '22  | '23  | '24  |
| ------------------------------------------------ | ---- | ---- | ---- | ---- | ---- | ---- | ---- | ---- |
| Lost on You                                      | 1913 | 1807 | 1973 | 1778 | 1632 | 1380 | 1665 | 1828 |

1. ↑  Een vetgedrukt getal geeft de hoogste notering aan.
2. ↑  2017 was het eerste jaar met een notering voor dit nummer.

- Bibliothèque nationale de France: cb16713647f (data)
- Gemeinsame Normdatei: 112764629X
- International Standard Name Identifier: 0000 0003 7003 7338
- Library of Congress Control Number: no2012059665
- MusicBrainz: 6301cda3-f614-4501-a1c4-b19b27c2efac
- Nationale Bibliotheek van Tsjechië: pag2015884440
- Nationale Bibliotheek van Israël: 987009877588405171
- Système universitaire de documentation: 17690638X
- Virtual International Authority File: 22145601969001320314
- WorldCat: E39PBJht6XDV4DJPYG9h8q7PwC